# Естил Спрингс (Тенеси)
Естил Спрингс (енгл. Estill Springs) град је у америчкој савезној држави Тенеси.

## Демографија
По попису из 2010. године број становника је 2.055, што је 97 (-4,5%) становника мање него 2000. године.
| Група             | 2000.         | 2010.         |
| Белци             | 2.095 (97,4%) | 1.943 (94,5%) |
| Афроамериканци    | 17 (0,8%)     | 40 (1,9%)     |
| Азијати           | 3 (0,1%)      | 14 (0,7%)     |
| Хиспаноамериканци | 29 (1,3%)     | 18 (0,9%)     |
| Укупно            | 2.152         | 2.055         |